# Totoaba macdonaldi
La totoaba (Totoaba macdonaldi), también conocida como corvina blanca, o cabicucho, es una especie de pez de la familia Sciaenidae en el orden de los Perciformes. Es una especie endémica del norte del Mar de Cortés. Debido a su sobreexplotación, su población disminuyó alarmantemente hasta acercarla peligrosamente a su casi extinción. Se convirtió por decreto en una especie protegida. El pez totoaba se ha posicionado como el más caro del mundo.

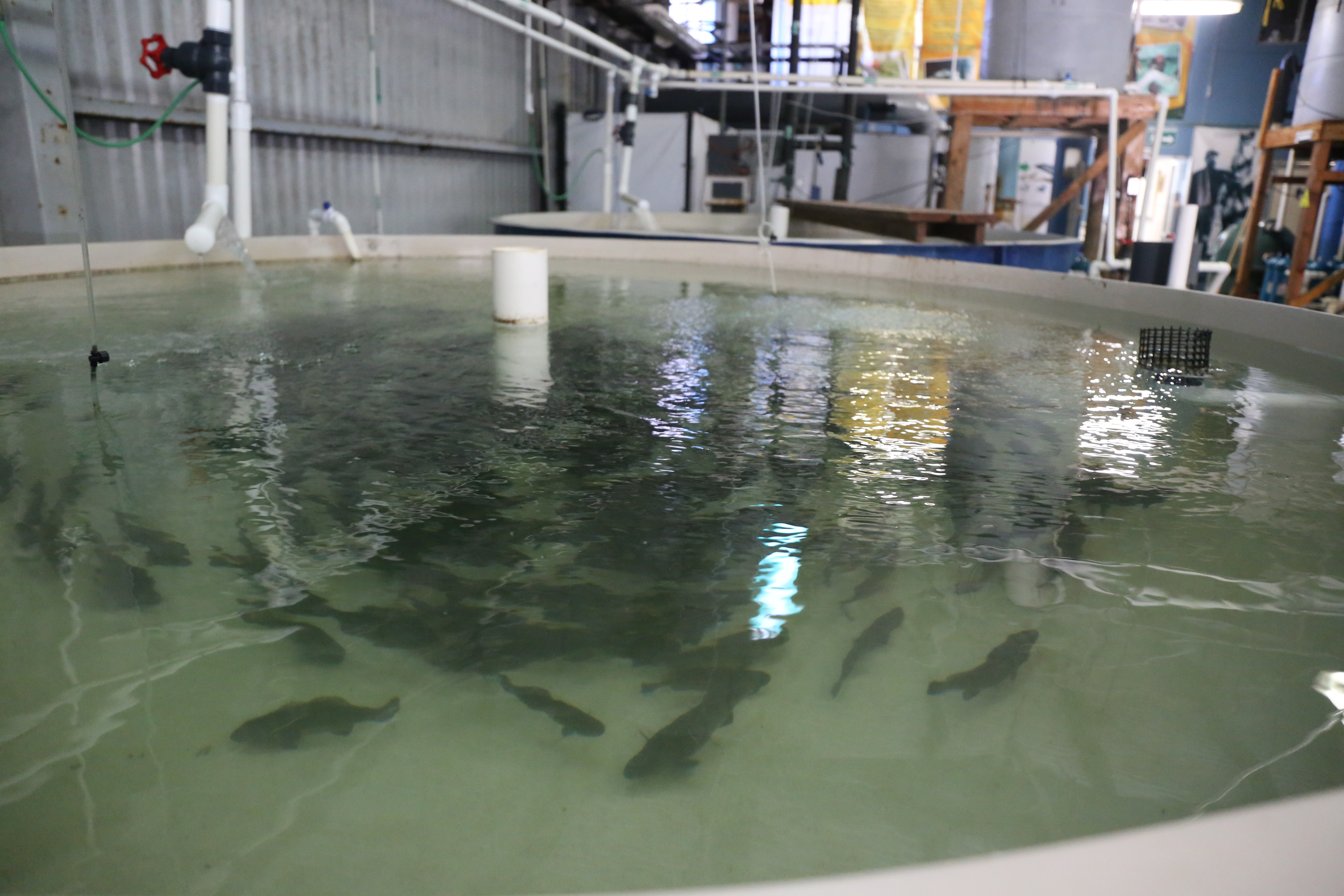
Tanques de totoaba en la Universidad Autónoma de Baja California.

El 16 de abril de 2015 el gobierno de México anunció un programa para el rescate y conservación de la totoaba, y la vaquita marina (Phocoena sinus), el cual incluye vedas y apoyo económico a los pescadores de la zona.

## Morfología
Los machos pueden llegar a alcanzar los 2 m de longitud total y 100 kg de peso.

## Alimentación
Su alimentación se basa en peces y camarones.

## Hábitat
Es un pez de clima subtropical (32°N-17°N) y bentopelágico.

## Distribución geográfica
Se encuentra en el Océano Pacífico oriental central: el Golfo de California. Originalmente, la totoaba se podía encontrar desde la desembocadura del río Colorado hasta Bahía Concepción en la costa oeste del Golfo, y hasta la boca del río Fuerte en el este. Sin embargo, en la actualidad se cree que sólo se le puede encontrar en la zona del Alto Golfo de California (CITES, 2010). Información revisada menciona que la especie presenta un patrón de migración ontogénico, es decir, que los adultos migran para la reproducción al delta del río Colorado en el Alto Golfo de California (AGC) durante invierno-primavera, por lo que dicha área es reconocida como el área de desove y crianza, se encuentra otra familia en abundancia en el lago de Maracaibo.

## Observaciones
Es inofensivo para los humanos.

## Estatus: En peligro de extinción
Posibles causas
La pesquería de totoaba tomó fuerza antes de la década de 1920, como respuesta a la alta demanda del "buche" (vejiga natatoria) por la población de China por ser considerada fuente de algunas propiedades medicinales no comprobables. Además de un reciente consumo en San Francisco, California. La delicada carne de la totoaba fue un subproducto inicialmente, ya que el buche podía alcanzar un precio de US$ 5 mientras el del resto del pez solo llegaba a US$ 2.
Otra de las hipótesis consideradas para explicar la reducción de la abundancia de la totoaba es la alteración del hábitat asociada a la disminución y prácticamente cese del flujo de agua del Río Colorado, debido a la construcción de represas y proyectos de irrigación en los EE. UU. (represa Hoover terminada en 1935; represa Glen Canyon terminada en 1963). Dicho represamiento de las aguas del Río Colorado cambió las condiciones estuarinas en el extremo norte del Golfo de California.
Se ha detectado un importante incremento de la pesca de este recurso. La pesca del totoaba supone el sustento principal de muchos residentes de los pueblos cercanos del norte del Golfo de California, como Puerto Peñasco o San Felipe. Ante el incremento de controles para evitar la pesca furtiva, los traficantes "disfrazan" la vegija natatoria y la esconden en maletas, cartones de leche o incluso en ruedas de coche. Además, su pesca deja un escenario devastador, ya que los pescadores le sacan la vejiga natatoria y tiran todo el resto al mar, dejando un tendal de totoabas muertas en las playas. Y en las redes quedan atrapadas otras especies, como delfines, tortugas marinas o rayas.  La especie ha disminuido su población en un 95 por ciento desde que en el año 1942 comenzara a pescarse. 
Medidas gubernamentales
La respuesta del gobierno mexicano ante esta situación fue la declaración de una veda permanente en 1975 (Flanagan y Hendrickson, 1976). En 1976 la totoaba fue listada por la Convención sobre el Comercio Internacional de Especies Amenazadas de Fauna y Flora Silvestre (CITES por sus siglas en inglés) en su apéndice I como en peligro de extinción (ver CITES, 2010). En 1979 el Servicio Nacional de Pesquerías Marinas de los EE. UU. la incorporó a la lista de especies amenazadas bajo el registro federal 44(99): 29478-29480. Actualmente se encuentra catalogada como ‘en peligro crítico’ en la lista roja de la IUCN.
En 1993 se decretó una veda total e indefinida de caza y captura del totoaba. Sin embargo, según cifras de la Secretaría de Marina, en los últimos años se habrían incautado más de diecisiete toneladas de este animal. La pesca ilegal de totoaba amenaza también con acabar con otra especie única en el mundo, la vaquita marina, un cetáceo del que se sospecha que quedan ya menos de diez ejemplares. Y aunque el principal objetivo de los pescadores de la zona es la totaba y no la vaquita, esta suele quedar atrapada en las redes verticales que se utilizan para atrapar a la corvina blanca. Al no poder escapar, la vaquita se sofoca y se muere ahogada.